# Fort bij het Steurgat
Fort bij het Steurgat is het meest zuidelijke fort van de Nieuwe Hollandse Waterlinie. Het werd in 1881-1882 gebouwd.
Het fort diende ter afsluiting van de Nieuwe Merwede en het Steurgat: een bevaarbare kreek in de Biesbosch. 
Het fort ligt ten zuidwesten van Werkendam. Het vijfhoekige forteiland is ongeveer 1,5 hectare groot en is omringd door een brede fortgracht met brug. Binnen de aarden omwalling staan twee voormalige militaire bouwwerken, een bomvrije kazerne en een grote stalling voor geschut met ondergrondse opslag voor buskruit. De remise wordt ook wel 'kruithuis' genoemd. Door middel van een poterne waren de gebouwen met elkaar verbonden. Ze zijn deels aangeaard; de dikke aarden laag moest de bakstenen muren beschermen tegen granaatinslagen.
De kazerne telt twee verdiepingen. Hier waren de verblijven voor de manschappen, de keuken, een ziekenzaal en de sanitaire voorzieningen. In de kelder van het kruithuis, gebouw B, waren de magazijnen voor de opslag van munitie. Op de bovenste verdieping werden de kanonnen gestald.
Korte tijd na het einde van de Tweede Wereldoorlog werd het fort gebruikt als interneringskamp voor leden van de Nationaal-Socialistische Beweging (NSB’ers), collaborateurs, zwarthandelaars en andere foute Nederlanders.
Nadat het fort in particulier bezit kwam, zijn de kazerne en remise in 1999-2000 bewoonbaar gemaakt en verrezen er in totaal 11 villa's, appartementen en penthouses.
Fort Steurgat is gelegen in de zogenaamde Noordwaard van de Brabantse Biesbosch, niet ver van het gelijknamige vaarwater Steurgat. Een variant van het Waterliniepad loopt langs het fort. (Deze variant is te gebruiken als het pontje over het Steurgat niet vaart; het Waterliniepad loopt door tot Dordrecht.)